# Linearna pisava B
Linearna pisava B je večinoma zlogovni grafični sistem, ki so ga v drugi polovici drugega tisočletja pred našim štetjem uporabljali za zapisovanje stare oblike grščine. Pisava je nastala več stoletij pred grško abecedo. Najstarejša mikenska pisava sega v leto okoli 1450 pred našim štetjem.  Je potomka starejše linearne pisave A, še nerazvozlane, ki se je uporabljala za zapisovanje minojskega jezika, in poznejše ciprske zlogovne, ki je prav tako zapisana grščina. Linearna pisava B, ki so jo našli v arhivih palače v Knososu, Kidoniji , Pilosu, Tebah in Mikenah , je izginila s padcem mikenske civilizacije v bronasti dobi. Iz naslednjega obdobja, znanega kot grška temna doba ali grški srednji vek ali prehodno obdobje, ni dokazil o uporabi pisave. Je le ena od treh linearnih pisav (tretja je linearna pisava C – ciprsko-minojska 1), ki jih je treba dešifrirati, kot pravi angleški arhitekt in jezikoslovec Michael Ventris. 
Linearna pisava B je sestavljena iz okoli 87 zlogovnih in več kot 100 ideografskih znakov. Ideogrami ali "pomenski" znaki simbolizirajo predmete ali blago. Nimajo fonetične vrednosti in se ne uporabljajo kot besedni znaki v pisni obliki.
Zdi se, da se je linearna pisava B uporabljala v upravnih zadevah. Na vseh tisoč glinenih tablicah je bilo odkritih sorazmerno malo različnih: 45 v Pilosu (zahodna obala Peloponeza, v južni Grčiji) in 66 v Knososu (Kreta). Sklepali bi lahko, da so pisavo uporabljali samo poklicni pisarji v osrednji palači. Ko so bile palače uničene, je pisava izginila.

## Pisava
Linearna pisava B ima približno 200 znakov, razdeljenih na zlogovne znake fonetičnih vrednosti in ideograme semantičnih vrednosti. Prikaz in poimenovanje teh znakov sta bila poenotena na vrsti mednarodnih kolokvijev, prvi je bil v Parizu leta 1956. Po tretjem srečanju leta 1961 v Konferenčnem centru Wingspread v mestu Racine, Wisconsin, je standard predlagal Emmett L. Bennett, mlajši (1918–2011). Nova organizacija, Stalna mednarodna komisija za proučevanje mikenske kulture (Comité International Permanent des Etudes Mycéniennes, CIPEM), ki je bila po petem kolokviju leta 1970 priključena Unescu, je sprejela konvencijo, ki se je imenovala po  centru Wingspread. 13. kolokvij je bil leta 2010 v Parizu .
Veliko znakov je enakih ali podobnih linearni pisavi A, vendar pa je ta še vedno kodiran v neznanem jeziku in ni jasno, ali so imeli podobni znaki podobne fonetične vrednosti. 

### Ideogrami
Linearna pisava B uporablja tudi veliko ideogramov. Izražajo:
- vrsto predmeta (npr. krava, volna, kopje),
- enoto mere.

Običajno so na koncu vrstice pred številko in zdi se, da številka velja za označeni predmet. Veliko vrednot ostaja neznanih ali spornih. Nekateri izdelki, kot so obleka in posoda, so razdeljeni v različne skupine, ki jih zastopajo različni ideogrami. Živina je lahko označena glede na spol.
Številčne sklice za ideograme sta prvotno oblikovala Ventris in Bennett in so razdeljeni po uporabnih skupinah, ki ustrezajo razčlenitvi Bennettovega indeksa. Te skupine so oštevilčene, začnejo se s 100, 110, 120 itd., imajo nekaj rezervnih številk za prihodnje dodatke; uradni CIPEM danes uporablja oštevilčenje, ki temelji na Ventrisovem in Bennettovem številčenju. Unikod (od različice 5.0) kodira 123 linearnih ideogramov B.
V ideogramih so simboli, ne slike predmetov, npr. ena tablica ima tripod z manjkajočimi nogami, vendar ima ideogram, uporabljen zanj, tri noge. Pri sodobnih transkripcijah tablic linearne pisave B je običajno, da predstavljajo ideogram po latinskem ali angleškem imenu ali je okrajšava latinskega imena. Ventris in Chadwick običajno uporabljata angleščino, Bennett latinščino. Niti angleško niti latinsko pa ni mogoče razumeti kot natančno ime predmeta.